# Sei concerti, Op. 10 (Vivaldi)
L'opus 10 di Antonio Vivaldi è una serie di sei concerti per flauto, composti nel 1728.
- Concerto per flauto n. 1 in Fa maggiore per 2 violini, viola, organo e basso continuo, RV 433 "La tempesta di mare"

1. Allegro
2. Largo
3. Presto

- Concerto per flauto n. 2 in Sol minore per 2 violini, viola, organo e basso continuo, RV 439 "La notte"

1. Largo
2. Presto (Fantasmi)
3. Largo
4. Presto
5. Largo (Il sonno)
6. Allegro

- Concerto per flauto n. 3 in Re maggiore per 2 violini, viola, organo e basso continuo, RV 428 "Il gardellino"

1. Allegro
2. Cantabile
3. Allegro

- Concerto per flauto n. 4 in Sol maggiore per 2 violini, viola, organo e basso continuo, RV 435

1. Allegro
2. Largo
3. Allegro

- Concerto per flauto n. 5 in Fa maggiore per 2 violini, viola, organo e basso continuo, RV 434

1. Allegro ma non tanto
2. Largo e cantabile
3. Allegro

- Concerto per flauto n. 6 in Sol maggiore per 2 violini, viola, organo e basso continuo, RV 437

1. Allegro
2. Largo
3. Allegro